# Sarsonne
La Sarsonne est une rivière française de Nouvelle-Aquitaine, principal affluent de la Diège et sous-affluent de la Dordogne.

## Géographie
La Sarsonne a une longueur de 27,05 km. Elle prend sa source dans la Creuse vers 850 m d’altitude au sud-est du  camp militaire de La Courtine, sur la commune de Saint-Martial-le-Vieux.
Elle passe ensuite en Corrèze où elle arrose Couffy-sur-Sarsonne puis Ussel avant de rejoindre la Diège en rive gauche, quatre kilomètres plus au sud.

## Sites ou monuments remarquables à proximité
Ussel présente plusieurs sites historiques :
- La vieille ville
- La maison ducale des Ventadour
- La chapelle des Pénitents bleus
- L’église Saint-Martin
- La chapelle Notre-Dame de la Chabanne